# Bruno Lumbroso
Bruno Daniel Lumbroso (ur. 11 listopada 1932 w Tunisie, zm. we wrześniu 2023) – włoski okulista, profesor nauk medycznych.  
Specjalizował się w obrazowaniu struktur oka, szczególnie siatkówki, m.in. za pomocą OCT oraz w diagnostyce i leczeniu rzadkich i trudnych przypadków makulopatii (schorzeń plamki). Wieloletni lekarz naczelny Szpitala Okulistycznego (wł. Ospedale Oftalmico) w Rzymie. 

## Życiorys
Studia medyczne ukończył na Uniwersytecie Paryskim (1958) a rezydenturę z zakresu okulistyki na Uniwersytecie Rzymskim „La Sapienza” (1961). Odbył także krótki staż na Uniwersytecie Kalifornijskim w San Francisco (1961). W 1965 rozpoczął pracę jako wykładowca i naukowiec na Uniwersytecie Rzymskim. Niemal całe zawodowe życie pracował w rzymskim Szpitalu Okulistycznym pełniąc kolejno funkcje: wiceszefa (1970–1974) i szefa kliniki (od 1970) a następnie naczelnego lekarza tej placówki (1973–1999).
Był także dyrektorem prywatnej kliniki okulistycznej Centro Oftalmologico w Rzymie oraz wykładowcą w Europejskiej Szkole Zaawansowanych Studiów Okulistycznych (ang. European School for Advanced Studies in Ophthalmology, ESASO) w szwajcarskim Lugano.
W pracy badawczej i klinicznej zajmował się metodami obrazowania struktur oka (głównie siatkówki) oraz klinicznymi zastosowaniami technologii OCT w schorzeniach siatkówki (był jednym z pierwszych okulistów na świecie, którzy zastosowali angiografię OCT w klinice).

## Publikacje
Autor podręczników i artykułów dotyczących m.in. angiografii fluoresceinowej, leczenia makulopatii, okulistycznych zastosowań OCT, OCT en face oraz angiografii OCT. Jego prace ukazywały się w wiodących recenzowanych czasopismach okulistycznych, m.in. w „American Journal of Ophthalmology", „Retina", „Investigative Ophthalmology & Visual Science", „Ophthalmic Surgery, Lasers and Imaging Retina" oraz „Acta Ophthalmologica". 
Był współautorem szeregu książek:
- Guide to Interpreting Spectral Domain Optical Coherence Tomography (wraz z Marco Rispoli), JP Medical Ltd, 2011, ISBN 978-93-5025-384-7
- Practical Handbook of OCT (wraz z Marco Rispoli), JP Medical Ltd, 2012, ISBN 978-93-5025-758-6
- Clinical En Face OCT Atlas (wraz z David Huang, Andre Romano, Marco Rispoli, Gabriel Coscas), JP Medical Ltd, 2013, ISBN 978-93-5090-296-7
- Practical Handbook of Fluorescein Angiography (wraz z Marco Rispoli), JP Medical Ltd, 2014, ISBN 978-93-5090-991-1
- Clinical OCT Angiography Atlas (wraz z David Huang, Yali Jia, Ching J Chen, Marco Rispoli, Andre Romano, Nadia K Waheed), JP Medical Ltd, 2015, ISBN 978-93-5152-899-9
- Diabetic Retinopathy (wraz z Marco Rispoli, Maria Cristina Savastano), JP Medical Ltd, 2015, ISBN 978-93-5152-898-2
- Practical Handbook of OCT Angiography (wraz z David Huang, Eric Souied, Marco Rispoli), JP Medical Ltd, 2016, ISBN 978-93-85999-97-0
- Angio OCT in Everyday Ophthalmic Practice (wraz z David Huang i Marco Rispoli), JP Medical Ltd, 2017, ISBN 978-93-5270-084-4

## Członkostwa
Był sekretarzem i założycielem Societa Italiana Laser in Oculistica oraz prezesem Associazione Italiana Maculopatie Degenerative. Był także członkiem m.in. Włoskiego Towarzystwa Okulistycznego (wł. Società Oftalmologica Italiana, SOI), Mediterranean Society of Ophthalmology (wł. Società Mediterranea di Oftalmologia), Francuskiego Towarzystwa Okulistycznego (fr. Société Française d’Ophtalmologie) oraz Amerykańskiej Akademii Okulistyki.

## Życie prywatne
Jego rodzicami byli Ugo Lumbroso oraz Vittoria Esther Cardoso. Był żonaty z Josette Delabre, miał dwoje dzieci. 